# José Raydan
José Raydan é um município brasileiro do estado de Minas Gerais. Sua população recenseada em 2022 era de 4 268 habitantes. 

## Geografia
Localiza-se no Vale do Rio Doce. 

## Feriados Municipais
13/06 – por ser dia Santo Antônio, Padroeiro do município;
21/09 – data em que se rememora o Aniversário de Falecimento do Servo de Deus Lafayette da Costa Coelho;
10/11 – data em que se comemora o Aniversário de Nascimento do Servo de Deus Lafayette da Costa Coelho e que se realiza, em sua homenagem, a Cavalgada do Cônego.
21/12 – data em que se comemora a emancipação política-administrativa do município.

## Escolas
José Raydan tem 09 escolas públicas de ensino, sendo 02 estaduais: Escola Estadual Cônego Lafaiete na sede do município e Escola Estadual da Rua Principal na comunidade de Fonseca; e 07 municipais: Escola Municipal Nunes Ferreira (Córrego São Pedro), Escola Municipal Coronel Nazareno Viegas (Jurema), Escola Municipal Fernão Dias (Fonseca), Escola Municipal Branca de Neve (Fonseca), Escola Municipal Serafim Lopes Godinho (Bairro Serafim Peixoto), Escola Municipal Coqueirinho Verde (Bairro Serafim Peixoto); Creche Municipal Carinha de Anjo (Bairro José Peixoto). No ano de 2011, a Escola Estadual Cônego Lafaiete completou 100 anos de história, e, como tema do desfile de Sete de Setembro teve "100 anos de missão".

## Cultura e festas
José Raydan tem como suas festas famosas: a festa ao Santo Antônio, padroeiro da Igreja Católica; a festa do tralhador, que conta com mais ou menos 1000 pessoas por ano. Tem como cultura a Feirinha Cultural, que acontece às sextas de 15 em 15 dias e reúne os cidadãos desta cidade. A feirinha acontece na Praça Cônego Lafaiete e tem barracas vendendo diversas comidas como: Macarrão na chapa, medalhão, Feijão tropeiro, Batata recheada e outros. As barraquinhas são diversas.